# تويوتا آي-يونت
تويوتا آي-يونت (بالإنجليزية: Toyota i-unit)‏ هي سيارة اختبارية صغيرة جداً صنعتها شركة تويوتا للسيارات.
تم عرضها عام 2005م باليابان، تتكون من مقعد واحد و 4 إطارات وتعتبر وسطاً بين السيارة الميكرو والدراجة النارية. الهدف منها هو صناعة سيارة شخصية للتحرك الحر على الطرق وأيضاً خارج الطريق.

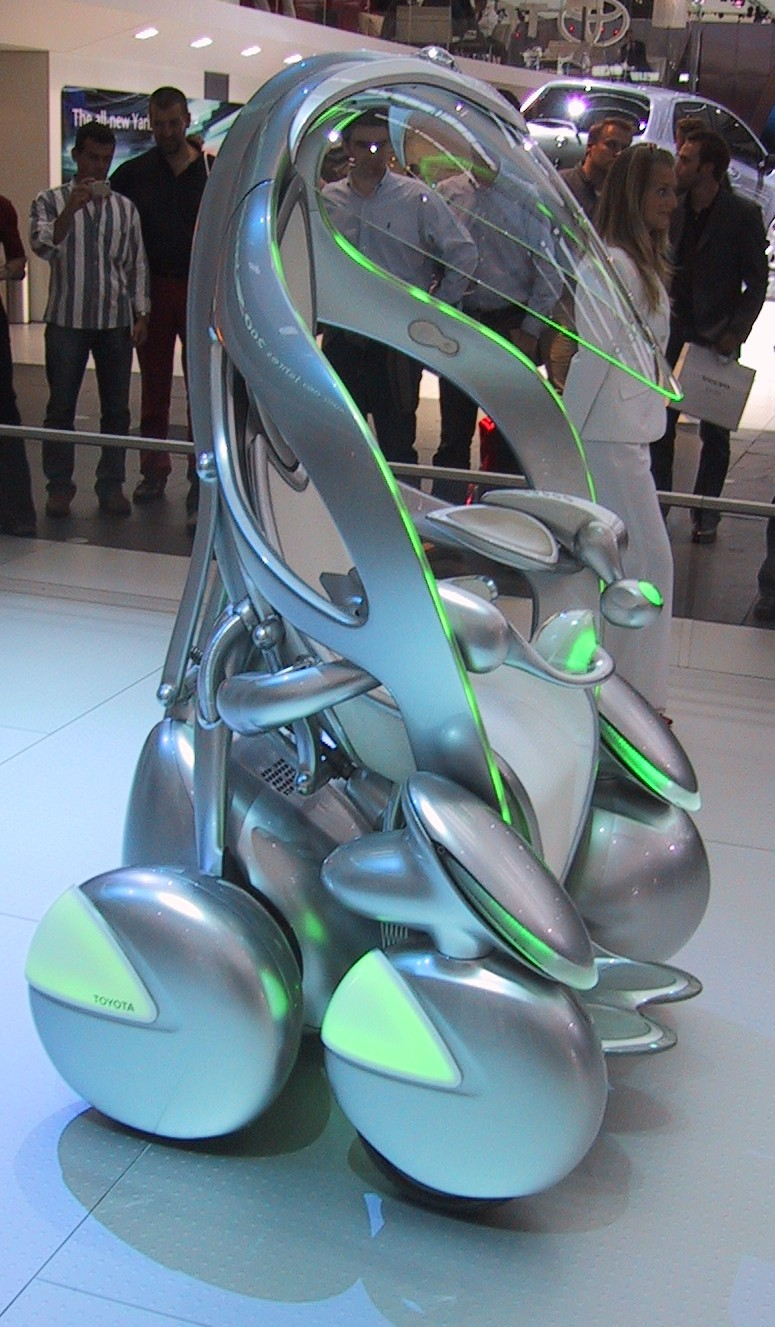
الوضع الرأسي للسيارة أثناء المشي

للسيارة وضعان: أحدهما مائل للخلف وهو مخصص للسرعات العالية والآخر للسرعات المنخفضة ويكون وضع السائق به مرتفعاً بحيث يمكنه مخاطبة الناس والمشي بينهم.